# La Patria (Chiapas)
La Patria es una localidad del estado mexicano de Chiapas. Es parte del municipio de La Independencia.

## Demografía
| Gráfica de evolución demográfica |
|                                  |

| Censo | Población |
| ----- | --------- |
| 1921  | 7         |
| 1930  | 96        |
| 1940  | 309       |
| 1950  | 397       |
| 1960  | 566       |
| 1970  | 794       |
| 1980  | 1 269     |
| 1990  | 1 229     |
| 2000  | 1 430     |
| 2010  | 1 616     |
| 2020  | 1 590     |